# Fuduntu
 (octobre 2023).

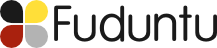
Logo de Fuduntu

Fuduntu (nom créé à partir de Ubuntu et Fedora) était une distribution Linux issue d'un fork de Fedora. Son environnement de bureau est GNOME 2. Sa première version, 14.12, date du 7 novembre 2011. Une de ses particularités principales est le fait qu'elle adopte un système de rolling release, ce qui signifie qu'elle ne propose pas de nouvelles versions nécessitant une réinstallation complète du système, mais plutôt des mises à jour constantes apportant de nouvelles fonctionnalités et des nouvelles versions de logiciels.
Le 28 avril 2013, l'équipe de Fuduntu annonce que le projet touche à son terme, notamment à cause de l'incompatibilité naissante des nouveaux logiciels avec la seconde version de l'environnement de bureau  Gnome.

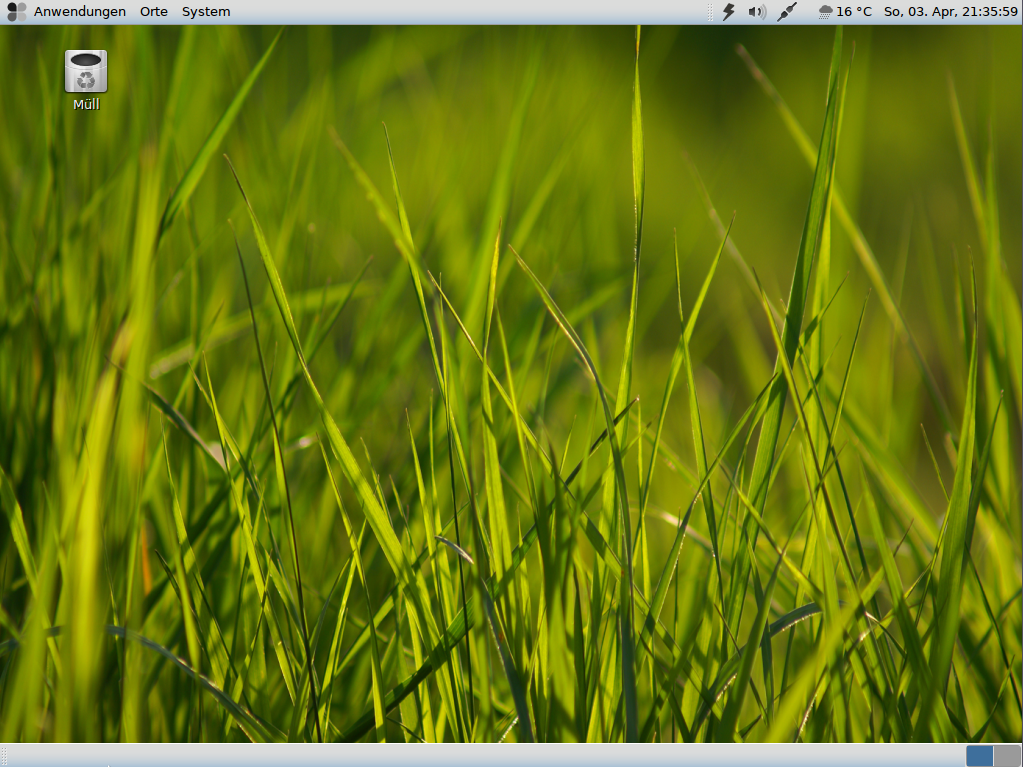
Le bureau par défaut de Fuduntu 14.9, en allemand
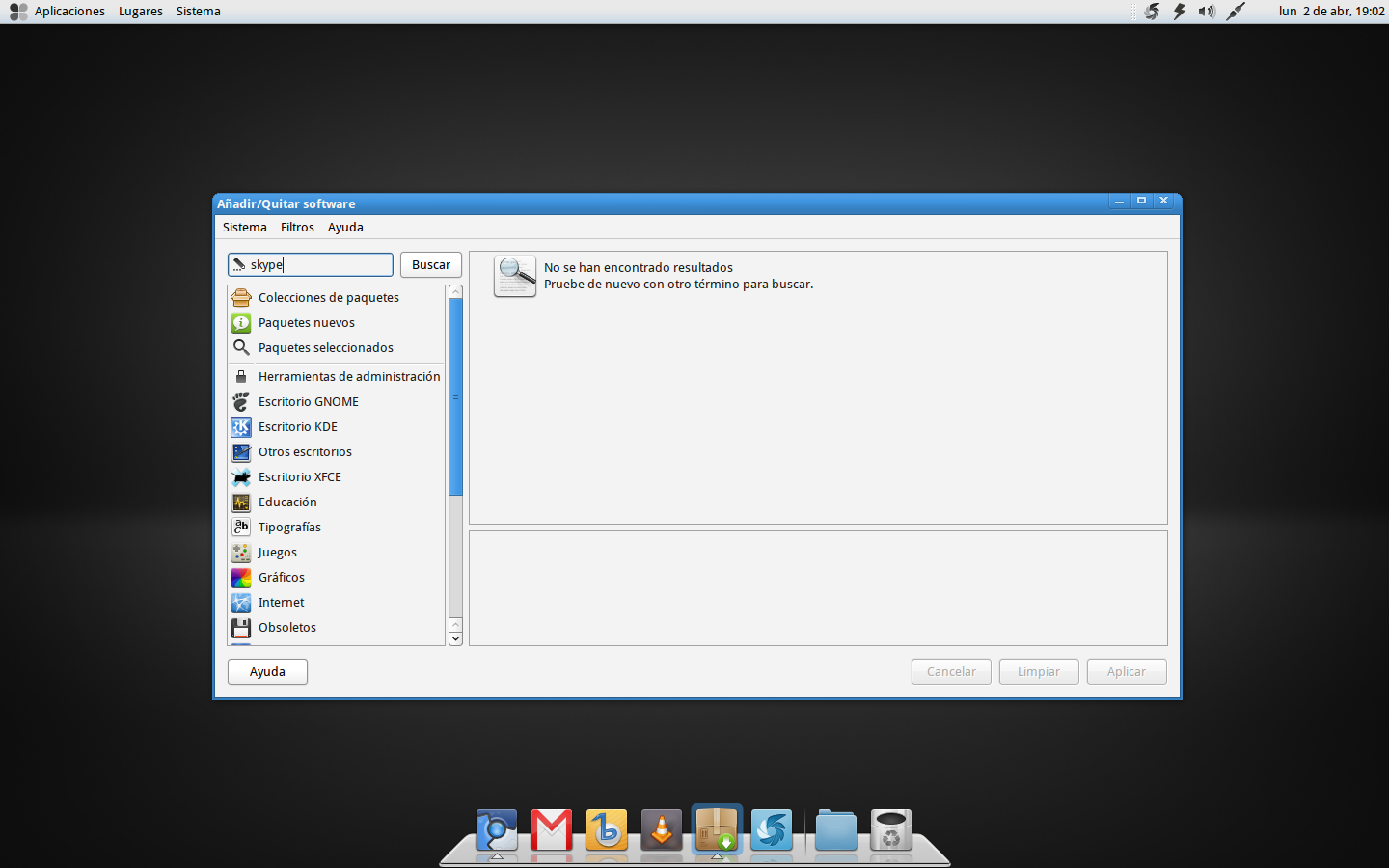
Le bureau de Fuduntu 2012.2 en espagnol